# Fiore di cactus
Fiore di cactus (Cactus Flower) è un film del 1969 diretto da Gene Saks.

## Trama
(dai dialoghi del film)

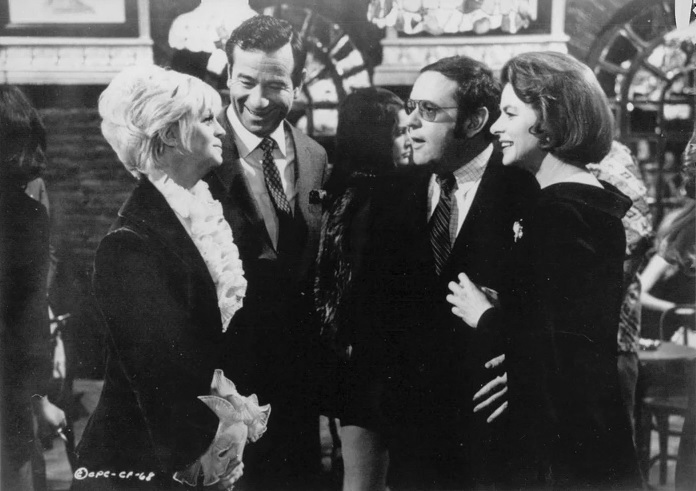
Goldie Hawn, Walter Matthau, Jack Weston e Ingrid Bergman in una scena del film, stampata in bianco e nero.

Il dentista Julian ha una relazione con una giovane e intraprendente ragazza, Toni Simmons, a cui ha raccontato la bugia di essere sposato con tre figli, per continuare ad essere fidanzati/amanti e non dover rischiare di sposare la ragazza. Successivamente lei, disperata per la situazione senza uscita della loro relazione, tenterà il suicidio, ma verrà salvata dal vicino di casa, Igor, uno spiantato scrittore invaghito di lei. Julian, pentito del suo comportamento, le dice di volerla sposare, ma che deve prima divorziare dalla moglie.
Toni, che vuole assicurarsi che anche la moglie voglia effettivamente il divorzio, gli impone di fargliela conoscere: a questo punto Julian deve trovare una persona che possa impersonare la moglie inesistente e lo chiede alla sua infermiera Stefania, quella che ritiene essere gelida e poco attraente, tanto che lui la paragona sempre ad una pianta di cactus che lei tiene sulla scrivania dello studio. Stefania in realtà è solo professionale ed è segretamente innamorata di lui.
L'incontro tra Toni e Stefania complica di non poco le cose: prima Julian si inventa che la moglie abbia un amante e Stefania ne approfitta per farlo ingelosire; poi Toni regala a Stefania una stola di pelliccia che Julian le aveva regalato con tanto di bigliettino, e, alla fine, a furia di tenerli vicini, Julian si scopre innamorato di Stefania, che è "fiorita", così come ogni tanto fioriscono anche i cactus. Perduto l'interesse reciproco, Toni si consola con Igor mentre l'impenitente scapolo Julian capitola di fronte a Stefania.

## Produzione

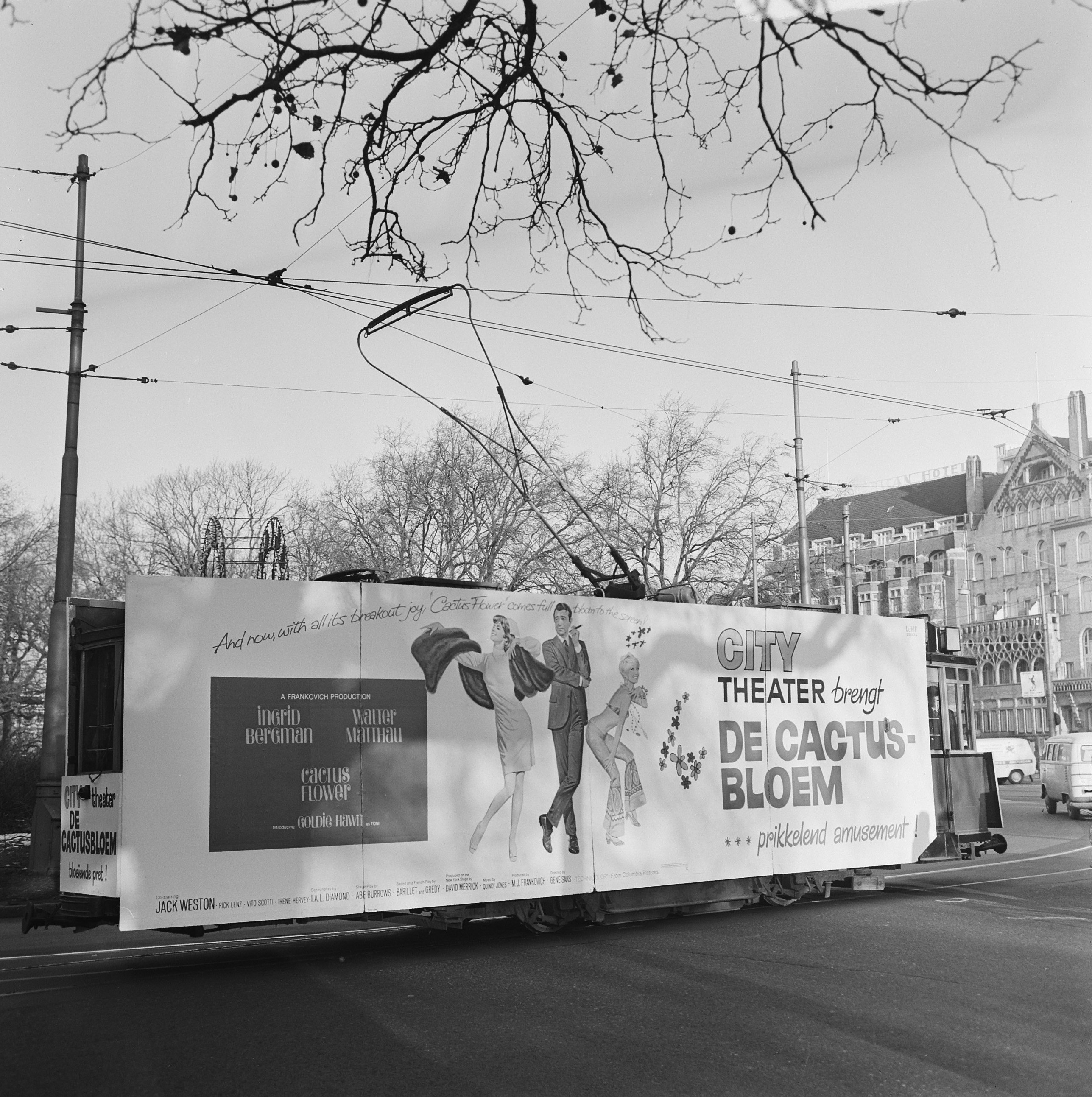
Cartellone su un tram nei Paesi Bassi che reclamizza l'uscita del film

È il riadattamento di un'opera teatrale scritta da Abe Burrows, presa in prestito dall'originale Fleur de cactus di Pierre Barillet e Jean-Pierre Grédy, inaugurata a Broadway al Royale Theatre l'8 dicembre 1965 con 1234 repliche; gli interpreti principali erano Lauren Bacall (Stephany) e Barry Nelson (Julian).
Il film venne girato interamente a New York, tra febbraio e agosto 1969.
La realizzazione di questo film ha segnato il ritorno di Ingrid Bergman a Hollywood dagli anni '40; tutti i suoi film successivi fino a quel momento erano stati realizzati in Europa, anche quelli di produzione statunitense.
Goldie Hawn viene annunciata come all'esordio sul grande schermo; in realtà la sua prima interpretazione avvenne nel film Una pazza banda di famiglia (1968), dove però compare con il nome Goldie Jeanne. La Hawn vinse un Oscar come miglior attrice non protagonista per la sua interpretazione di Toni Simmons (unica candidatura di questo film).
Il ruolo di Toni venne offerto originariamente a Tuesday Weld, ma lei rifiutò.
Nella scena del negozio di dischi, un cliente si avvicina a Toni (Goldie Hawn) e le fa una domanda. L'album che sta tenendo è la registrazione originale del musical Mame con Angela Lansbury: è un omaggio al regista del film Gene Saks, che lo diresse a Broadway nel 1966.

## Distribuzione
Il film venne distribuito nelle sale cinematografiche americane dalla Columbia Pictures Corporation il 16 dicembre 1969.

## Riconoscimenti
- 1970 - Premio Oscar

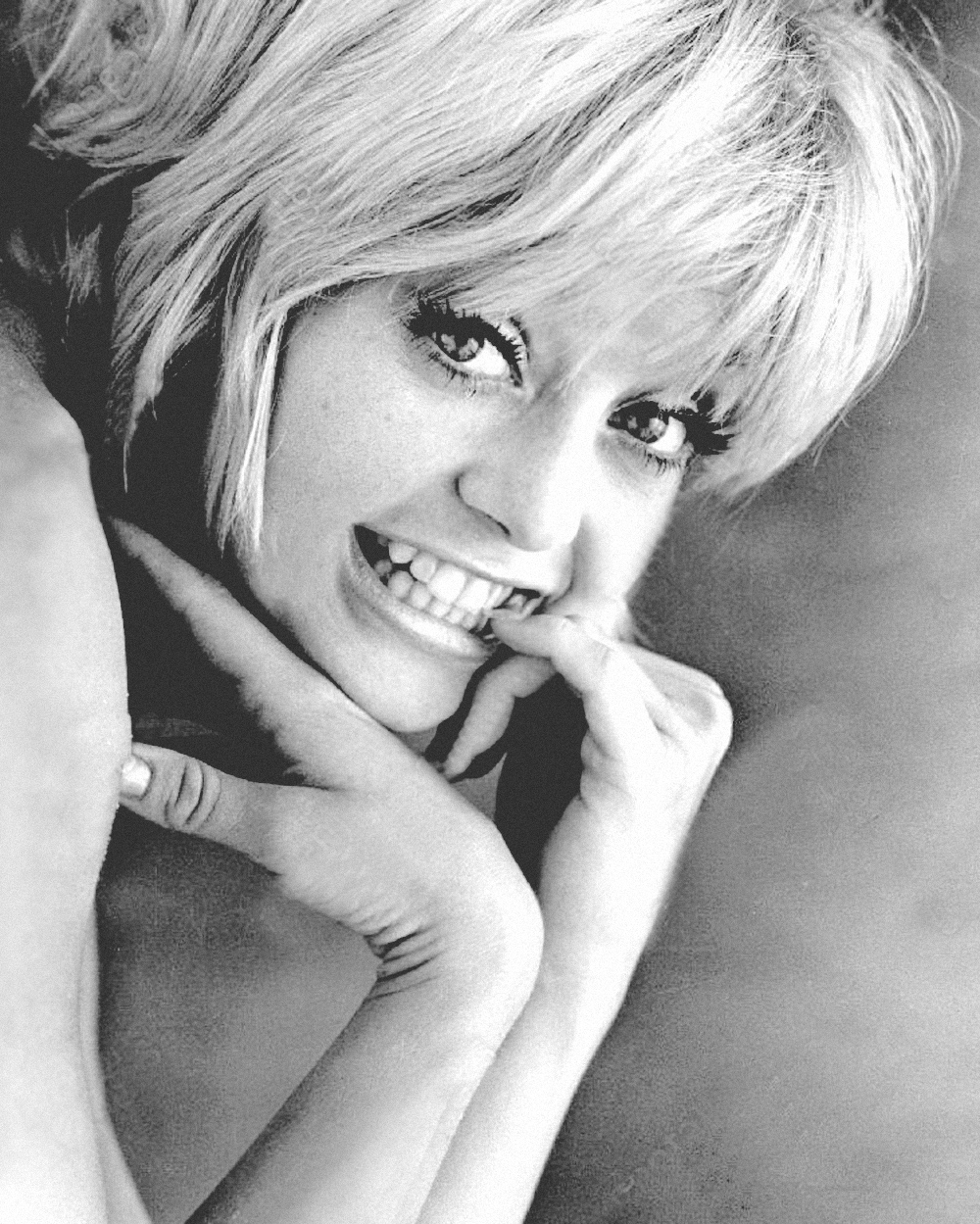
Goldie Hawn in una foto pubblicitaria del film

  - Miglior attrice non protagonista a Goldie Hawn
- 1970 - Golden Globe
  - Miglior attrice non protagonista a Goldie Hawn
  - Candidatura Miglior film commedia o musicale
  - Candidatura Miglior attrice in un film commedia o musicale a Ingrid Bergman
  - Candidatura Miglior attrice debuttante a Goldie Hawn
  - Candidatura Miglior canzone (The Time for Love Is Any Time) a Quincy Jones e Cynthia Weil
- 1971 - Premio BAFTA
  - Candidatura Miglior attrice protagonista a Goldie Hawn
- 1970 - David di Donatello
  - David speciale a Goldie Hawn (Per la sua Performance)

## Remake
- Il film del 2011 Mia moglie per finta, con Adam Sandler e Jennifer Aniston, è la versione hollywoodiana di una pellicola di Bollywood a sua volta ispirata al film.

## Colonna sonora
- The Time for Love Is Anytime (Cynthia Weil, Quincy Jones) - Sarah Vaughan
- I Needs to Bee'd With (Ernie Shelby, Quincy Jones) - Johnny Wesley
- The Star Spangled Banner (John Stafford Smith) - artista non accreditato
- I Wonder What She's Doing Tonight (Tommy Boyce, Bobby Hart) - artista non accreditato
- She Hangs Out (Jeff Barry) - artista non accreditato
- To Sir, with Love (Mark London) - artista non accreditato
- I'm a Believer (Neil Diamond) - artista non accreditato